# 保加利亚华人
保加利亞華人，是保加利亚的华人社群，估計人數由5000-10000人。
华人是最近期到保加利亞的移民，其中絕大多數是在1989年特別是1992年的民主變革後到達的。在1989年之前，只有十幾個中國人住在保加利亞。保加利亞的大多數华人是經濟移民和小規模投資者。大部分华人生活在首都索非亞，多數集中生活在Nadezhda區和鄰近地區。大多數華人來自浙江和福建省，少數來自四川、山東、吉林、北京和香港。根據媒體，每年有2,000-3,000名华人移民到保加利亞。然而，隨著歐盟和保加利亞的金融風暴，這一數字大大減少。
保加利亞華人最典型職業是开中國餐館，雖然也有成為店主從事零售和批發貿易。有些人也參與農業，例如生產和銷售白菜。中醫和中國藝術也很受歡迎。由於許多华人來自華南地區，除了官話外，他們還會講各種方言（如閩語）。吸引华人來到保加利亞的主要因素是競爭較低，為移民帶來更多的經濟機會，提供更多的個人空間和免於一孩政策。保加利亞華人來自各種宗教和文化背景；大多數是無神論者，但也有佛教徒、道教徒、基督徒、耶和華見證人等。
農曆新年是最重要的節日，在家庭圈子中慶祝。一本名為《Kitay》（契丹，即“中國”）的雜誌由保加利亞华人社群發行。